# Greenup (Kentucky)
Greenup é uma cidade localizada no estado americano de Kentucky, no Condado de Greenup.

## Demografia
Segundo o censo americano de 2000, a sua população era de 1198 habitantes.
Em 2006, foi estimada uma população de 1189, um decréscimo de 9 (-0.8%).

## Geografia
De acordo com o United States Census Bureau tem uma área de
3,1 km², dos quais 2,0 km² cobertos por terra e 1,1 km² cobertos por água. Greenup localiza-se a aproximadamente 160 m acima do nível do mar.

## Localidades na vizinhança
O diagrama seguinte representa as localidades num raio de 12 km ao redor de Greenup.